# Mongstad

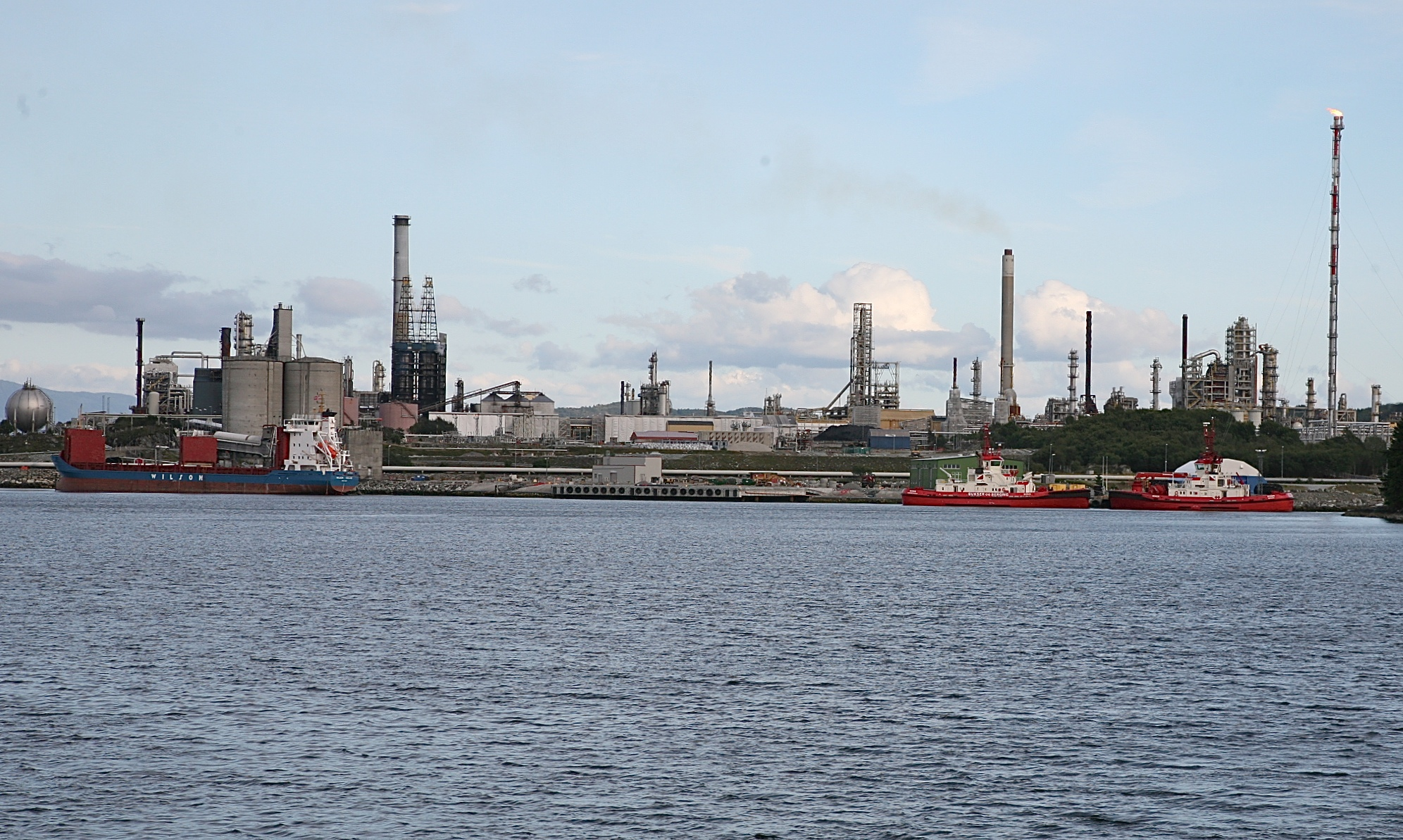
Mongstad

Mongstad est un site industriel situé dans le Comté de Hordaland en Norvège.
Le site dispose d'une raffinerie de pétrole, et d'un important port maritime. Il dispose d'une capacité de 9.5 million de barils(1 510 000 m3). La totalité du pétrole brut provient des gisements de la Mer du Nord.
Mongstad est la plus importante raffinerie de Norvège, avec une capacité de raffinage de près de 240 000 barils par jour en 2014.

## Historique
Le début de l'activité du site remonte à 1975, quand la société Statoil (actuellement Equinor) a ouvert la raffinerie. Statoil a racheté par la suite les parts détenues auparavant par la société Shell.
La société Statoil a été l'objet d'une crise dans les années 1987-1988, appelée « Mongstad scandal (en) ».